# Le Magot des Dalton
Le Magot des Dalton est la soixante-dix-septième histoire de la série Lucky Luke par Morris et Vicq. Elle est publiée pour la première fois en 1979 du no 120 au no 135 du journal VSD, puis, en album, en 1980, aux éditions Dargaud.

## Univers

### Synopsis
Fénimore Buttercup, un faussaire, devient le nouveau compagnon de cellule des frères Dalton. Ne pouvant supporter leur bruyant voisinage, il a l'idée de les pousser à s'évader en leur parlant, soi-disant par inadvertance, d'« un magot qu'il aurait enterré sous un rocher rouge, à Red Rock Junction, avant d'être arrêté ». Attirés par l'appât du gain, les Dalton s'évadent et partent à la recherche de l'argent. Prévenu, Lucky Luke se met aussitôt à leur poursuite.
À Red Rock Junction, les quatre bandits découvrent qu'un pénitencier a été construit à l'endroit où se trouve le butin. Ils décident alors de s'y faire emprisonner. Mais, à leur grande surprise, cela se révèle moins facile que ça en a l'air... Et pour une bonne raison : Poindexter, le juge local, est débonnaire à l'excès et rend la justice en tapotant gentiment la joue des délinquants. Luke est également confronté à un problème : il ne peut arrêter les Dalton, tant que le juge ne voudra pas les mettre en prison.
Les Dalton ont alors l'idée d'attaquer un train, espérant ainsi être enfin emprisonnés. Bien qu'ils réussissent à faire dérailler les wagons, le juge ne les arrête pas. En revanche, Poindexter appréhende deux criminels et les envoie en prison. Surpris, Luke prévient le shérif (inactif à cause de la bonté du juge) qui explique au cow-boy que la prison ne compte que de grands criminels, amenés de nuit dans le plus grand secret.
Les Dalton décident finalement d'entrer dans le pénitencier en creusant un tunnel durant la nuit. Une fois à l'intérieur, ils découvrent le rocher rouge indiqué par Buttercup et se mettent à l'ouvrage, non sans remarquer un luxueux hôtel situé dans la cour de la prison. Luke entre dans le tunnel à son tour et découvre l'établissement. Il est cependant surpris par Poindexter qui le désarme et l'emmène à l'intérieur. 
Le juge lui explique alors qu'il a créé cette prison dans une région isolée pourvue d'un shérif naïf pour cacher cet hôtel où les bandits de toute sorte viennent dépenser leur butin. Il propose ensuite au cow-boy de s'engager à ses côtés et de calmer les clients turbulents, en échange d'un important salaire. Luke refuse tout net, ce qui lui vaut d'être mené à la potence, mais il est sauvé juste à temps par l'arrivée de la cavalerie et du shérif, qui ont tôt fait d'arrêter le juge et ses clients, ainsi que les Dalton.
Luke quitte finalement la ville, laissant le shérif à la tête du pénitencier — redevenu une vraie prison, notamment pour Poindexter et les Dalton. Ces derniers entreprennent une évasion pour se rendre dans leur ancienne cellule afin de s'en prendre à Buttercup.

### Personnages
- Lucky Luke
- Jolly Jumper
- Les Dalton
- Le juge Poindexter : juge de la ville de Red Rock Junction. Débonnaire, il considère qu' « une bonne justice ne doit pas être répressive » et se contente de tapoter gentiment la joue des délinquants. Cela n'a pas empêché la municipalité de dépenser une grosse somme d'argent dans un pénitencier ultra-sécurisé.
- Le shérif de Red Rock Junction : il n'arrête jamais personne, car le juge l'en empêche.
- Fénimore Buttercup : faux-monnayeur et roi de l'évasion. Il fut arrêté après avoir persisté à imprimer des billets de trois dollars. En prison, il trouve ses colocataires (en l’occurrence les Dalton) trop bruyants et les incitera à s'évader.
- Le chef du pénitencier : il a mis au point « une nouvelle méthode douce de dissuasion, basée sur la psychologie » : les prisonniers regardent un gardien se faire battre violemment par un autre, tout en étant menacés de subir le même sort en cas d'évasion.
- Krapotchnik et Grasshopper : deux gardiens chargés de la démonstration de la « méthode du chef » — le premier cogne violemment sur le second, sous les yeux des prisonniers effrayés.

## Publication

### Album
Éditions Dargaud, no 16, 1980.

## Adaptation
Cet album est adapté dans la série animée Lucky Luke, diffusée pour la première fois en 1984 où le chien Rantanplan apparait dans cet épisode.

## Sources
- www.bedetheque.com, « Lucky Luke » (consulté le 11 août 2008)
- www.lucky-luke.com, « Lucky Luke » (consulté le 11 août 2008)
- www.bangbangluckyluke.com, « Le Magot des Dalton » (consulté le 11 août 2008)